# Idemia
Idemia SAS er en fransk multinational producent af sikkerhedssystemer til identificering med hovedkvarter i Courbevoie, Paris. Deres produkter benyttes til ansigtsgenkendelse og andre biometriske indentificeringsprodukter. Virksomheden blev etableret i 2017.. Før 2017 kendes Safran Identity & Security.